# Potter (contea di Beaver)
Potter  è una township degli Stati Uniti d'America, nella contea di Beaver nello Stato della Pennsylvania. Secondo il censimento del 2000 la popolazione è di 580 abitanti.

## Società

### Evoluzione demografica
La composizione etnica vede una prevalenza della razza bianca (99,14%) seguita da quella afroamericana (0,34%), dati del 2000.
| township di Potter Popolazione |     |
| 2000                           | 580 |
| Stima al 2009                  | 554 |